# 弗雷德·韦斯特
弗雷德·韋斯特（英語：Fred West，1941年9月29日—1995年1月1日）是一名英國連環殺手，於英國格洛斯特郡犯下至少12起謀殺案件。至少有8起謀殺案是為滿足韋斯特夫婦的性滿足而犯下，手法有强奸、束縛、酷刑和肉刑等。夫婦倆於1994年被收押及控告。 
弗雷德1995年1月1日時於伯明罕監獄扣押等待審判時上吊自殺，當時他與妻子露絲瑪麗·韋斯特一同被指控犯下9起謀殺案，他自身也被控犯下3起謀殺案。露絲瑪麗在1995年11月被定罪犯下10起謀殺案及判處終身監禁。